# Malocampa delosia
Malocampa delosia är en fjärilsart som beskrevs av William Schaus 1939. Malocampa delosia ingår i släktet Malocampa och familjen tandspinnare. Inga underarter finns listade i Catalogue of Life.